# Far Cry 3: Blood Dragon
Far Cry 3: Blood Dragon (Дослівний переклад: «Далекий крик: Кривавий Дракон») — відеогра у жанрах шутер від першої особи і action-adventure, розроблена і видана компанією Ubisoft для ігрових платформ PlayStation 3 і Xbox 360, а також для операційної системи Microsoft Windows у 2013 році. Є дев'ятою частиною серії ігор Far Cry.

## Сюжет
2007 рік. Після руйнівної ядерної війни світові держави уклали між собою тимчасове перемир'я. Однак на одному з віддалених островів полковник армії США Айк Слоун створює армію кіборгів 5 покоління під назвою Omega Force, з допомогою якої сподівається порушити перемир'я і знову розв'язати світову війну. Уряд посилає на цей острів одного зі співробітників спецпідрозділу Mark IV Cyber Commando, кіборга Рекса Пауера Кольта; він повинен перешкодити лиходієві здійснити свій задум.
Незважаючи на деякі відмінності, гра схожа з попередньою частиною — Far Cry 3 і являє собою шутер від першої особи з елементами рольових ігор. Персонаж переміщується за рівнями, знищує ворогів, збирає корисні предмети і виконує певні завдання (наприклад, врятувати заручника або знищити об'єкт). За виконання місій (основних і додаткових) та знищення ворогів даються очки «кібердосвіду»; у процесі гри персонаж може розвивати різні «навички» та вдосконалювати озброєння.
Характерним для гри ознакою є те, що ігровий світ, герої, а також сам персонаж виконані в стилі фантастичних бойовиків 80-х років. Цього ж принципу дотримуються графіка і звуковий ряд.

## Персонажі
- 'Сержант Рекс Пауер Кольт' — головний герой гри. Кіборг застарілої моделі «Марк IV». Озвучує Майкл Бін.
- 'Полковник Айк Слоун' — антагоніст гри, який хоче розв'язати третю світову війну. Озвучує Денні Бланко Холл.
- 'Доктор Елізабет Дарлінг' — вчений, працювала на Слоуна. Ненавидить його, тому допомагає головному герою зруйнувати станцію запуску ракет. Озвучує Грей Гріффін[en].
- 'Лейтенант Тайрон «Спайдер» Браун' — найкращий друг Рекса, професійний хакер. Озвучує Філ ЛаМарр[en].
- 'Доктор Карлайл' — вчений, послідовник Слоуна. Допомагає йому запустити ракети з вірусом, а також модернізує солдатів «Омеги». Озвучує Робін Аткін Даунс[en].

## Саундтрек
Саундтрек до гри написав австралійський дует Power Glove. Він був випущений 1 травня 2013 року. У грі також можна почути «Long Tall Sally» Літл Річарда, «Hold On To The Vision» Кевіна Чалфанта, композицію «War» з саундтрека до фільму «Роккі 4». На початку фінальних титрів звучить композиція «Friends» групи Dragon Sound з культового «Зв'язок через Маямі» 1987 року.

## Цікаві факти
- У грі присутні відсилання до серії ігор Assassin's Creed того ж розробника (Ubisoft). Ці відсилання видно як вимовні при зборі телевізорів фраз Головним Героєм
- Якщо натиснути «F» Головний Герой покаже середній палець якщо ви не поруч з противником
- При переході на наступний рівень досягнень, Головний Герой показує «козу».